# Tatiana Navka
Tatyana Aleksandrovna Navka (em ucraniano:  Тетяна Олександрівна Навка, em russo:  Татьяна Александровна Навка; Dnipropetrovsk, RSS Ucrânia, 13 de abril de 1975) é uma ex-patinadora artística russa. Ela foi campeã olímpica na patinação artística em 2006 ao lado de Roman Kostomarov na dança no gelo.

## Principais resultados

### Resultados pela Rússia

#### Com Roman Kostomarov
| Resultados                                                             | Resultados        | Resultados    | Resultados        | Resultados        | Resultados      | Resultados       | Resultados      | Resultados      | Resultados    | Resultados    | Resultados    | Resultados    |
| Internacional                                                          | Internacional     | Internacional | Internacional     | Internacional     | Internacional   | Internacional    | Internacional   | Internacional   | Internacional | Internacional | Internacional | Internacional |
| Evento/Temporada                                                       | 1998– 1999        |               | 2000– 2001        | 2001– 2002        | 2002– 2003      | 2003– 2004       | 2004– 2005      | 2005– 2006      |               |               |               |               |
| ---------------------------------------------------------------------- | ----------------- | ------------- | ----------------- | ----------------- | --------------- | ---------------- | --------------- | --------------- | ------------- | ------------- | ------------- | ------------- |
| Jogos Olímpicos                                                        |                   |               | 10.ª              |                   |                 |                  | Medalha de ouro |                 |               |               |               |               |
| Campeonato Mundial                                                     | 12.ª              | 12.ª          | 8.ª               | 4.ª               | Medalha de ouro | Medalha de ouro  |                 |                 |               |               |               |               |
| Campeonato Europeu                                                     | 11.ª              | 9.ª           | 7.ª               | Medalha de bronze | Medalha de ouro | Medalha de ouro  | Medalha de ouro |                 |               |               |               |               |
| GP Grand Prix Final                                                    |                   |               |                   | Medalha de prata  | Medalha de ouro | Medalha de ouro  | Medalha de ouro |                 |               |               |               |               |
| GP Cup of China                                                        |                   |               |                   |                   | Medalha de ouro |                  | Medalha de ouro |                 |               |               |               |               |
| GP Cup of Russia                                                       | Medalha de bronze | 4.ª           | 4.ª               | Medalha de prata  | Medalha de ouro | Medalha de ouro  | Medalha de ouro |                 |               |               |               |               |
| GP NHK Trophy                                                          | 5.ª               | 6.ª           |                   |                   |                 | Medalha de prata |                 |                 |               |               |               |               |
| GP Skate America                                                       |                   |               | 4.ª               | Medalha de prata  |                 |                  |                 |                 |               |               |               |               |
| GP Skate Canada International                                          |                   |               |                   |                   | Medalha de ouro |                  |                 |                 |               |               |               |               |
| GP Trophée Éric Bompard                                                |                   |               |                   |                   |                 | Medalha de ouro  |                 |                 |               |               |               |               |
| Jogos da Boa Vontade                                                   |                   |               | Medalha de bronze |                   |                 |                  |                 |                 |               |               |               |               |
| Nacional                                                               |                   |               |                   |                   |                 |                  |                 |                 |               |               |               |               |
| Campeonato Russo                                                       | Medalha de bronze |               | Medalha de prata  | Medalha de prata  | Medalha de ouro | Medalha de ouro  |                 | Medalha de ouro |               |               |               |               |
|                                                                        |                   |               |                   |                   |                 |                  |                 |                 |               |               |               |               |
| Legenda: GP = Grand Prix; Competição não foi disputada nesta temporada |                   |               |                   |                   |                 |                  |                 |                 |               |               |               |               |

### Resultados pela Bielorrússia

#### Com Nikolai Morozov
| Resultados                                                                   | Resultados      | Resultados      | Resultados    | Resultados    | Resultados    | Resultados    | Resultados    | Resultados    | Resultados    | Resultados    | Resultados    | Resultados    |
| Internacional                                                                | Internacional   | Internacional   | Internacional | Internacional | Internacional | Internacional | Internacional | Internacional | Internacional | Internacional | Internacional | Internacional |
| Evento/Temporada                                                             | 1996– 1997      | 1997– 1998      |               |               |               |               |               |               |               |               |               |               |
| ---------------------------------------------------------------------------- | --------------- | --------------- | ------------- | ------------- | ------------- | ------------- | ------------- | ------------- | ------------- | ------------- | ------------- | ------------- |
| Jogos Olímpicos                                                              |                 | 16.ª            |               |               |               |               |               |               |               |               |               |               |
| Campeonato Mundial                                                           | 14.ª            | 10.ª            |               |               |               |               |               |               |               |               |               |               |
| Campeonato Europeu                                                           | 12.ª            | 10.ª            |               |               |               |               |               |               |               |               |               |               |
| CS Cup of Russia                                                             | 6.ª             |                 |               |               |               |               |               |               |               |               |               |               |
| Karl Schafer Memorial                                                        |                 | Medalha de ouro |               |               |               |               |               |               |               |               |               |               |
| Nacional                                                                     |                 |                 |               |               |               |               |               |               |               |               |               |               |
| Campeonato Bielorrusso                                                       | Medalha de ouro | Medalha de ouro |               |               |               |               |               |               |               |               |               |               |
|                                                                              |                 |                 |               |               |               |               |               |               |               |               |               |               |
| Legenda: CS = Champions Series; Competição não foi disputada nesta temporada |                 |                 |               |               |               |               |               |               |               |               |               |               |

### Resultados pela Bielorrússia e União Soviética

#### Com Samvel Gezalian
| Resultados                                            | Resultados      | Resultados    | Resultados       | Resultados       | Resultados    | Resultados    | Resultados    | Resultados    | Resultados    | Resultados    | Resultados    | Resultados    |
| Internacional                                         | Internacional   | Internacional | Internacional    | Internacional    | Internacional | Internacional | Internacional | Internacional | Internacional | Internacional | Internacional | Internacional |
| Evento/Temporada                                      | 1991– 1992      | 1992– 1993    | 1993– 1994       | 1994– 1995       |               |               |               |               |               |               |               |               |
| ----------------------------------------------------- | --------------- | ------------- | ---------------- | ---------------- | ------------- | ------------- | ------------- | ------------- | ------------- | ------------- | ------------- | ------------- |
| Jogos Olímpicos                                       |                 |               | 11.ª             |                  |               |               |               |               |               |               |               |               |
| Campeonato Mundial                                    |                 | 9.ª           | 5.ª              | 7.ª              |               |               |               |               |               |               |               |               |
| Campeonato Europeu                                    |                 | 9.ª           | 10.ª             | 4.ª              |               |               |               |               |               |               |               |               |
| Nations Cup                                           | Medalha de ouro |               |                  |                  |               |               |               |               |               |               |               |               |
| NHK Trophy                                            |                 | 7.ª           | 4.ª              | Medalha de prata |               |               |               |               |               |               |               |               |
| Skate America                                         | Medalha de ouro |               |                  |                  |               |               |               |               |               |               |               |               |
| Skate Canada International                            |                 |               | Medalha de prata |                  |               |               |               |               |               |               |               |               |
| Nacional                                              |                 |               |                  |                  |               |               |               |               |               |               |               |               |
| Campeonato Bielorrusso                                |                 |               | Medalha de ouro  |                  |               |               |               |               |               |               |               |               |
|                                                       |                 |               |                  |                  |               |               |               |               |               |               |               |               |
| Legenda: Competição não foi disputada nesta temporada |                 |               |                  |                  |               |               |               |               |               |               |               |               |